# Iván Chumpitaz
Iván Christopher Chumpitaz Blas (Lima, 17 de mayo de 1990) es un futbolista peruano. Juega de lateral izquierdo o volante izquierdo y su equipo actual es Club Deportivo Universidad de San Martín de Porres de la Liga 2 de Perú. Debutó el 27 de mayo en Trujillo contra la Universidad César Vallejo.

## Clubes
| Club                      | País | Año       |
| ------------------------- | ---- | --------- |
| Inti Gas                  | Perú | 2010-2014 |
| Sport Huancayo            | Perú | 2015-2016 |
| Ayacucho F. C.            | Perú | 2017-2018 |
| Deportivo Hualgayoc       | Perú | 2018-2019 |
| Deportivo Coopsol         | Perú | 2019-2020 |
| F. C. Carlos Stein        | Perú | 2020      |
| Universidad de San Martin | Perú | 2023-     |